# Matías Cartagena
Matías Cartagena, vollständiger Name Matías Cartagena Laxalt, (* 8. September 1988) ist ein uruguayischer Fußballspieler.

## Vereine
Der 1,77 Meter große Offensivakteur stand mindestens seit der Spielzeit 2009/10 im Kader des uruguayischen Erstligisten Rampla Juniors. Dort bestritt er in jener und der Folgesaison jeweils zwei Partien in der Primera División. Ende September schloss er sich dann dem Zweitligisten Huracán FC an. Zur Spielzeit 2012/13 wechselte er zurück in die höchste uruguayische Liga zu El Tanque Sisley und debütierte dort am 26. August 2012 beim 1:2-Auswärtssieg des ersten Spieltags gegen Central Español für seinen neuen Arbeitgeber. Er bestritt bis Saisonende sechs Erstligabegegnungen. Nach der Saison wurde sein Abgang vermeldet, allerdings stand zunächst sein neuer Arbeitgeber noch nicht fest. Im September 2013 schloss er sich dann dem in der Amateurliga spielenden uruguayischen Traditionsklub Albion Football Club an. Von dort kehrte er Anfang Februar 2014 zum Huracán FC zurück und absolvierte dort acht Zweitligaspiele und schoss ein Tor. Im August 2014 wechselte er innerhalb der Segunda División zum Club Atlético Torque, für den er in der Spielzeit 2014/15 25-mal in der Liga auflief und einen Treffer erzielte. In der Apertura 2015 absolvierte er sieben Ligaspiele (kein Tor). Ende Februar 2016 kehrte er ligaintern zum Huracán FC zurück und bestritt dort bis Saisonende elf Zweitligaspiele (kein Tor).